# Waganci
Zasugerowano, aby zintegrować ten artykuł z artykułem Goliard. Nie opisano powodu propozycji integracji.

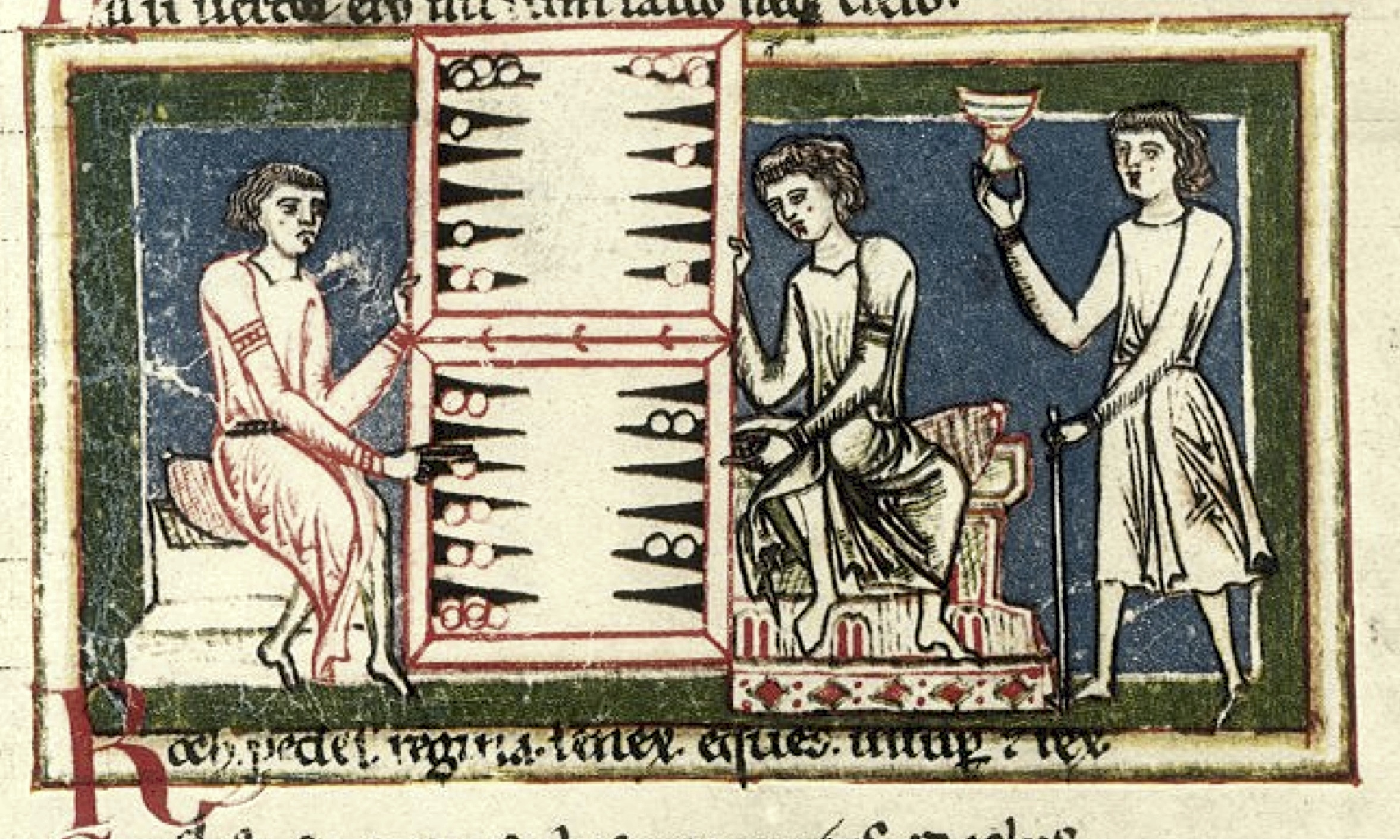
"Carmina Burana" - gra w tryktraka

Waganci (łac. vagantes), zwani także goliardami – w średniowieczu wędrowni żacy (studenci uniwersytetów angielskich, francuskich i niemieckich) oraz klerycy pełniący przygodnie funkcje kapłańskie. Pierwsza nazwa – waganci – oznaczała łazików włóczących się od miasta do miasta w poszukiwaniu łatwego zarobku, bywalców szynków i dworów. Nazwa druga – goliardzi – wywodzi się od imienia sławnego wówczas wędrownego poety pochodzenia niemieckiego, Goliasa, równie popularnego jak Primus, przypuszczalnie Francuz.
Wytworzyli rodzaj poezji wesołej, hulaszczej i swawolnej. Utwory spisywali w języku łacińskim; powstawały one w X-XIII wieku. Najsłynniejszym zbiorem, w którym się zachowały jest Carmina Burana, powstała około 1230 roku; zbiór znaleziono w opactwie benedyktyńskim w Benediktbeuern (Bawaria).
Od strony naukowej wagantami zajmowali się uczeni angielscy i wydawcy niemieccy. Filolog i mediewista Ryszard Gansiniec odszukał nieznane teksty, np. "Pieśń niedźwiedników", która prawdopodobnie powstała na Śląsku lub Podkarpaciu.
Pierwsza polskojęzyczna pieśń świecka: Chcy na pannu żałować powstała w XV wieku. Obok Córuś, czego ty jeszcze chcesz, wychwalającej studenta jako kandydata na męża, jest typowym przykładem poezji waganckiej. Na kanwie najsłynniejszej pieśni goliardowskiej: Moim zamiarem umrzeć w karczmie (łac. Meum est propositum in taberna mori) oparty został komiczny marsz pogrzebowy A gdzieś ty bywał, miły Sewerysiu, opisujący śmierć pijaka w piwnicy, przy dźwięku kufli w miejsce dzwonów. Pieśń o wszechwładzy pieniądza Za pieniądze ksiądz się modli przetrwała do czasów dzisiejszych jako przysłowie.